# Arroyo de la Encomienda
Arroyo de la Encomienda és un municipi de la província de Valladolid, a la comunitat autònoma de Castella i Lleó. Aplega els barris de La Flecha, La Vega, Arroyo, Monasterio del Prado, Aranzana i Sotoverde.

## Política
El 22 de novembre de 2013, l'alcalde José Manuel Méndez Freijo és condemnat per suborn i prevaricació a tres anys de presó i vuit d'inhabilitació per a l'exercici de càrrecs públics, així com a pagar una multa de 132.000 euros. Aquests delictes foren comesos quan José Manuel Méndez era alcalde pel Partit Popular.